# Nazionale maschile under 18 di pallacanestro del Gabon
La nazionale di pallacanestro gabonese Under-18 è una selezione giovanile della nazionale gabonese di pallacanestro, ed è rappresentata dai migliori giocatori di nazionalità gabonese di età non superiore ai 18 anni.
Partecipa a tutte le manifestazioni internazionali giovanili di pallacanestro per nazioni gestite dalla FIBA.

## Partecipazioni

### FIBA AfroBasket Under-18
- 1994 - 6°
- 2010 - 5°
- 2012 - 10°
- 2014 - 9°
- 2016 - 10°